# Epiphragma hardyi
Epiphragma hardyi är en tvåvingeart som beskrevs av Alexander 1922. Epiphragma hardyi ingår i släktet Epiphragma, och familjen småharkrankar. Inga underarter finns listade i Catalogue of Life.